# Ecological Society of America
Die Ecological Society of America (ESA) ist die Vertretung der amerikanischen und kanadischen Ökologen. Die Organisation wurde  1915 in Columbus, Ohio gegründet und hat heute ihren Sitz in Washington, D.C. Präsidentin ist Shahid Naeem.
Das jährliche Treffen der Mitglieder findet in den USA oder in Kanada statt. Zu den Arbeitsfeldern gehören neben der Wissenschaft die politische Einflussnahme und die Umweltbildung. Die Organisation hat über 9.000 Mitglieder in über 90 Ländern. ESA verlegt Fachzeitschriften, Newsletter und Bildungsmaterialien. Unter anderem gibt sie die wissenschaftliche Fachzeitschrift Frontiers in Ecology and the Environment heraus, die zu den führenden wissenschaftlichen Journalen im Bereich Ökologie bzw. Umweltwissenschaften zählt.

## Zeitschriften
- Ecology (1920)
- Ecological Applications (1990)
- Frontiers in Ecology and the Environment (2003)
- Ecosphere (2010, Open-Access)